# The Adventures of Dr. McNinja
 (juillet 2021).
The Adventures of Dr. McNinja (Les Aventures du Dr. McNinja) est un webcomic écrit et dessiné par Chris Hatings et encré par son ancien colocataire Kent Archer.
Le comics met en scène les aventures d'un homme de 35 ans, à la fois ninja et docteur.